# Gunungiella anakdara
Gunungiella anakdara är en nattsländeart som beskrevs av Malicky 1995. Gunungiella anakdara ingår i släktet Gunungiella och familjen stengömmenattsländor. Inga underarter finns listade i Catalogue of Life.